# Velodrom (arena)
Velodrom,  i Berlin är en inomhusarena och används främst till velodromcykling. Den används även till konserter och tennis. Arenan är ritad av arkitekten Dominique Perrault och invigdes 1997.

## Betydande evenemang
- 20–24 oktober 1999 - Världsmästerskapen i bancykling
- 28 juni 2008 - Kylie Minogues konserttour Kyliex2008
- 13–24 augusti 2014 - Europamästerskapen i simsport
- 19–22 oktober 2017 – Europamästerskapen i bancykling

## Bildgalleri

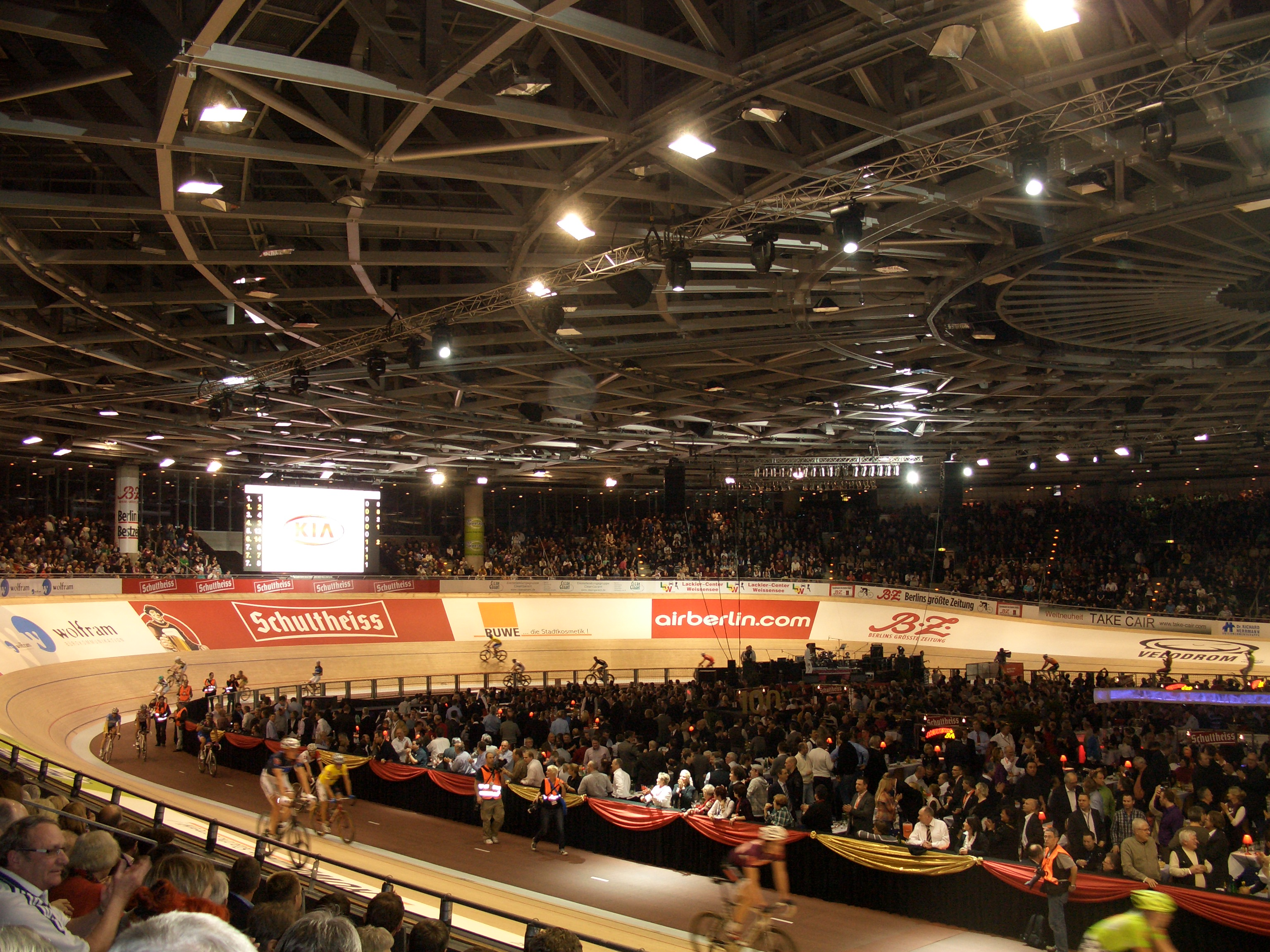
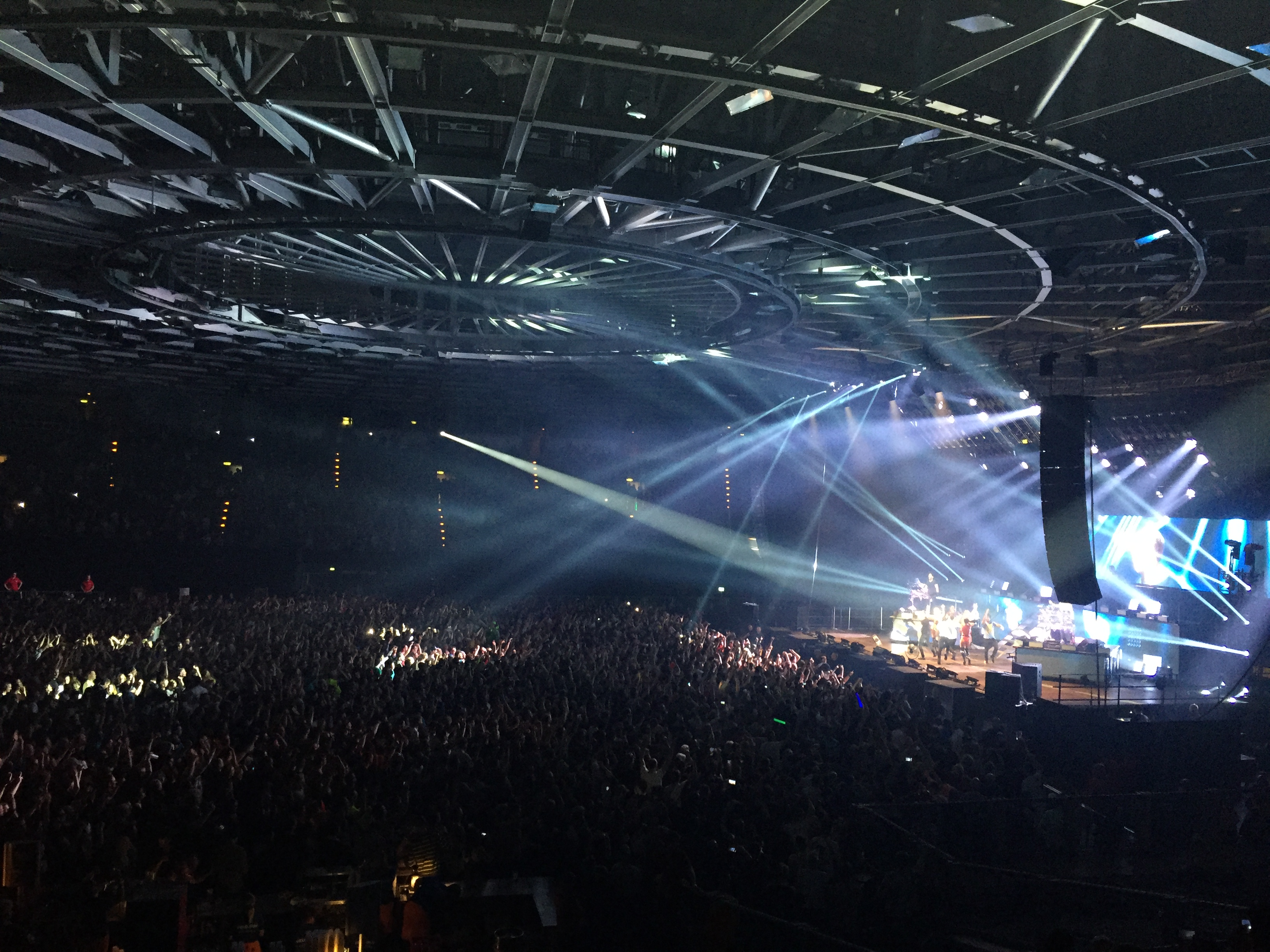
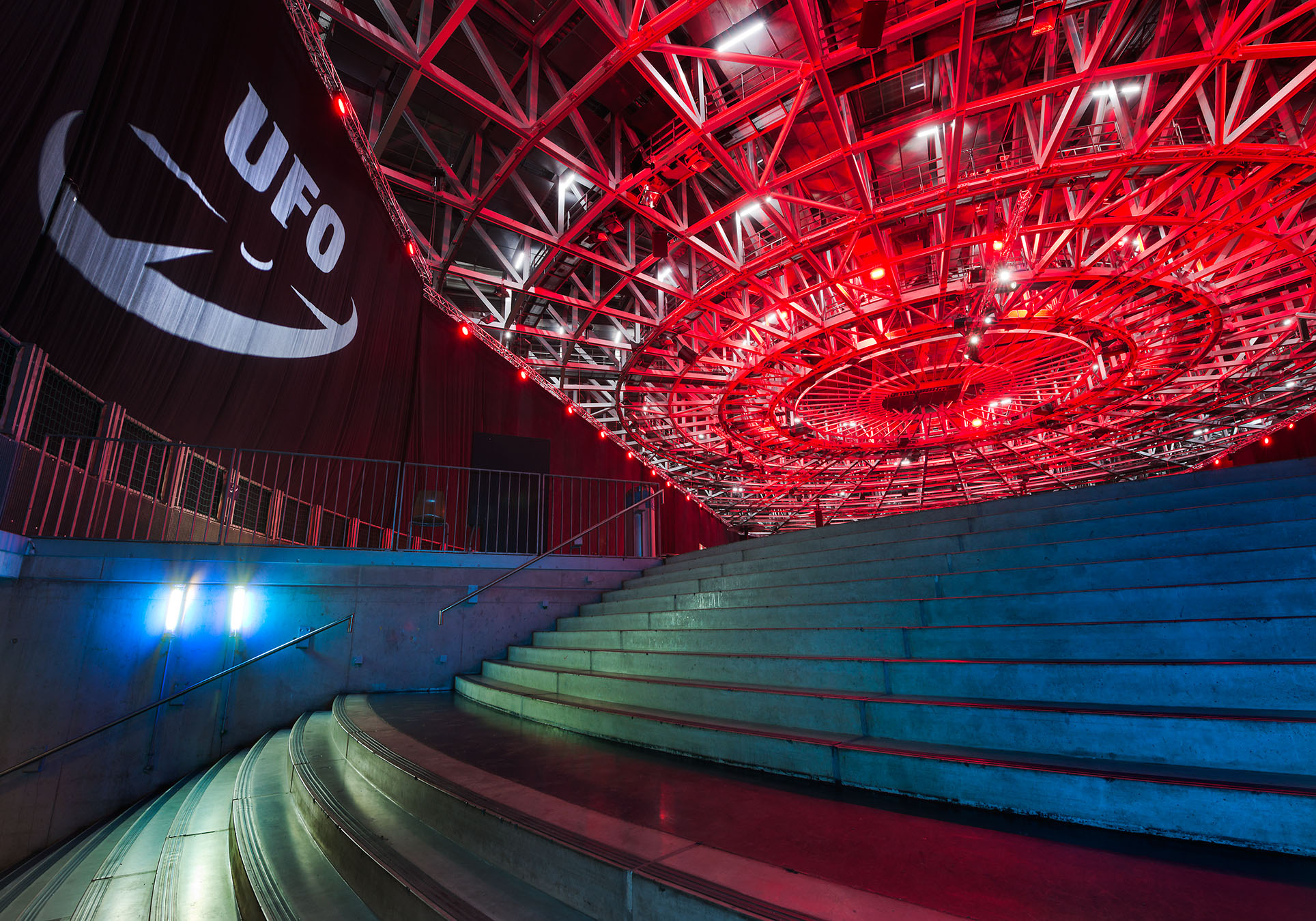
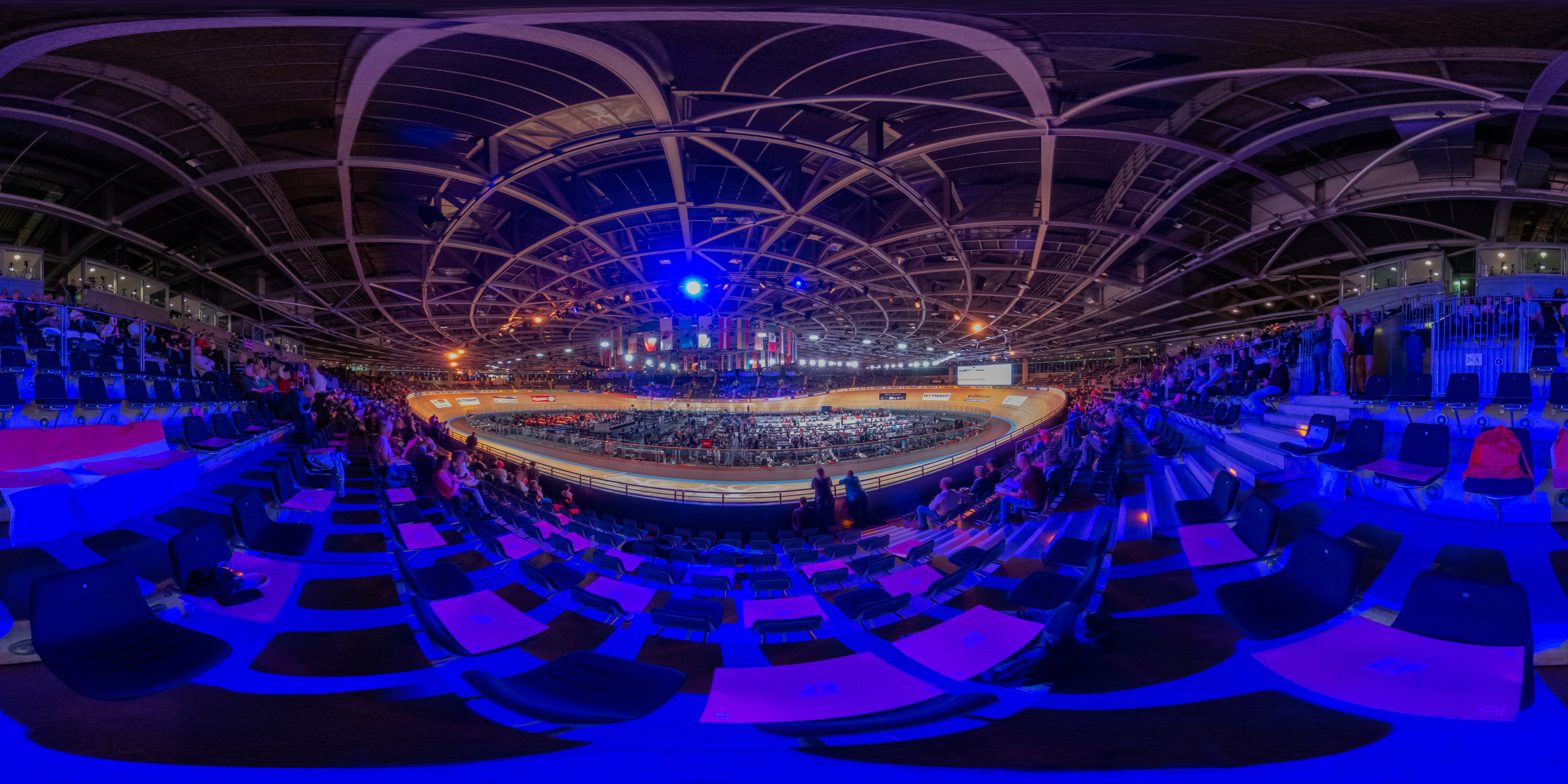